# Ixodes cavipalpus
Ixodes cavipalpus este o specie de căpușe din genul Ixodes, familia Ixodidae, descrisă de Thomas Nuttall și Warburton în anul 1908.
Este endemică în Angola. Conform Catalogue of Life specia Ixodes cavipalpus nu are subspecii cunoscute.